# Noriko Kijima
Noriko Kijima (木嶋 のりこ, Kijima Noriko), née le 22 mars 1988 dans la préfecture de Nagano, est une actrice japonaise.

## Filmographie
- 2014 Z: Hatenaki kibou
- 2014 The Torture Club
- 2013 Kotatsu to, mikan to, satsui to, nyâ : Nyaa
- 2013 Kotatsu to, mikan to, nyâ : Nyaa
- 2010 Yuriko's Aroma
- 2009 Noriko no michi
- 2009 Shyness Machine Girl (court métrage) : Yoshie
- 2008 Pyocotan Profile
- 2008 The Machine Girl : Yoshie
- 2006 Divide